# La Grève (film, 1904)
Pour les articles homonymes, voir La Grève.
Pour plus de détails, voir Fiche technique et Distribution.
La Grève est un film français réalisé par Ferdinand Zecca, sorti en 1904. Le film met en scène une grève dans une usine, violemment réprimée par la gendarmerie.

## Découpage
Le film est composé de 5 tableaux, ou scènes, introduits par des intertitres,
1. Refus d'arbitrage. La scène se passe dans le bureau du directeur. La délégation ouvrière est présentée et soumet les vœux de leurs camarades, mais le directeur, malgré l'intervention de son fils, refuse tout compromis.
2. Meurtre du patron. L'usine est gardée par des gendarmes. La délégation sort et annonce le refus du directeur. Les ouvriers, en colère, tentent d'envahir l'usine mais un officier ordonne de tirer. Plusieurs hommes et enfants sont blessés ou tués. Le directeur essaie de parlementer avec les travailleurs. Une femme, qui vient de voir son mari tué sous ses yeux, attrape une brique, la jette à la tête du directeur et le tue.
3. Arrestation de la coupable. Dans une maison miséreuse, l'ouvrier mort est allongé sur le lit entouré de sa femme et de ses enfants. Soudain, des gendarmes entrent dans la maison et arrêtent la femme à l'origine de l'homicide. Elle est emmenée malgré les larmes de ses enfants.
4. Acquitement. Reprise du travail. La malheureuse plaide pour sa liberté et afin de pouvoir s'occuper de ses enfants. Le fils du directeur, sachant que son père s'est trompé, demande la libération de l'accusée. Les juges, en raison des circonstances, l'acquittent.
5. L'Avenir. Une apothéose montre le Travail personnifié comme un ouvrier et le Capital comme un homme riche, déterminés à unir leurs efforts pour apporter bonheur et fortune à tous dans le futur. La justice apparaît et préside cette alliance.

## Analyse
Inspiré de Germinal d'Émile Zola, le film marque le début d'un nouveau genre de drame social, montrant les conflits dans le monde du travail. Pour Alain Weber, le film est fortement antisyndical.
Le film est aussi une illustration de l'évolution continue du langage cinématographique : toutes les scènes sauf la scène 2 sont composées d'un seul plan large filmé par une caméra fixe. Dans la scène 2, après une première vue frontale, la caméra effectue un panoramique d'abord vers la droite puis vers la gauche pour suivre les ouvriers qui sortent du cadre, plaçant le spectateur au centre de l'action.